# Praia da Guilhermina
A Praia Guilhermina é uma praia localizada em Praia Grande, SP, tem 1,5 km de extensão e faz divisa com as praia Aviação e praia do Boqueirão. Conta com um calçadão com inúmeros quiosques e posto policial. É uma praia de areia branca amarelada e de mar azul, e conta com serviços de limpeza de praia, salva vidas, restaurantes e hotéis.